# Железнодорожный район (Новосибирск)
Железнодоро́жный райо́н — один из десяти районов города Новосибирска.
Территория — 8,3 км².

## История района

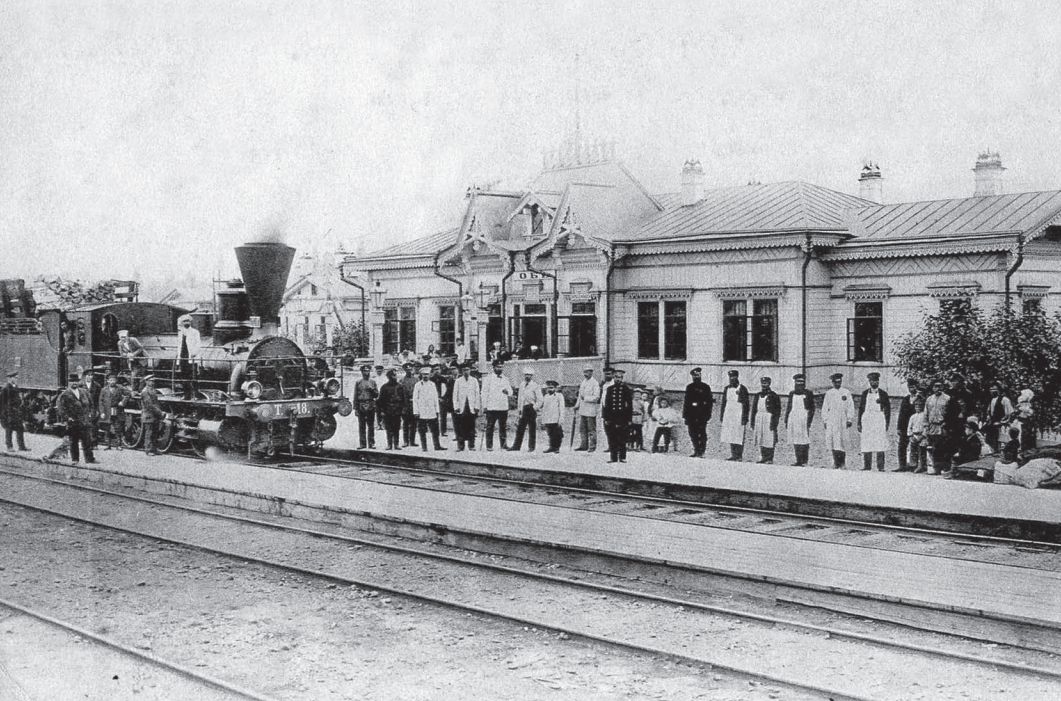
станция Обь в 1896 году

Железнодорожный район — старейший в Новосибирске. Первые жилые дома появились в 1893 году в связи со строительством Восточно-Сибирского участка Сибирской железной дороги.
В 1895 году близ станции Обь был создан переселенческий пункт для помощи мигрирующему населению.
1 октября 1896 года завершена постройка депо, вокзала станции Обь, водонапорной башни и мастерских, после чего открылось регулярное движение на участке Челябинск — ст. Обь Западно-Сибирской железной дороги
В 1896 году был создан первый план усадебного землепользования с обозначением будущих улиц, кварталов и разделением его на три части: Вокзальную, Центральную и Закаменскую.
В 1902—1904 годах возле станции Обь появился военный остановочный пункт. Здесь были построены восемь двух- и трёхэтажных казарм для нижних чинов, одно здание с меблированными комнатами и буфетом для офицеров, а также конюшни, продовольственные склады, лазарет, прачечная, баня, кухня, пекарня, две столовые и амбары.
До 1932 года район именовался Вокзальной частью города. В августе 1936 года решением Новосибирского городского совета рабочих, крестьянских и красноармейских депутатов был образован Кагановический район, названный по имени Народного комиссара путей сообщения Л.М.Кагановича. Район был переименован в Железнодорожный в 1957 году.
С 1 февраля 2013 года Железнодорожный район входит в Центральный округ.

## Население
| 1989    | 2002    | 2009    | 2010    | 2012    | 2013    | 2014    |
| ------- | ------- | ------- | ------- | ------- | ------- | ------- |
| 74 982  | ↘63 003 | ↘57 842 | ↗61 736 | ↗62 494 | ↗63 233 | ↗63 895 |
| 2015    | 2016    | 2017    | 2018    | 2021    |         |         |
| ↗64 260 | ↗64 576 | ↗64 971 | ↗64 972 | ↘62 242 |         |         |

Население района 3.8 % общего населения города. При этом в экономике района занято около 70 тысяч человек.

## Образование

### Первые учебные заведения района

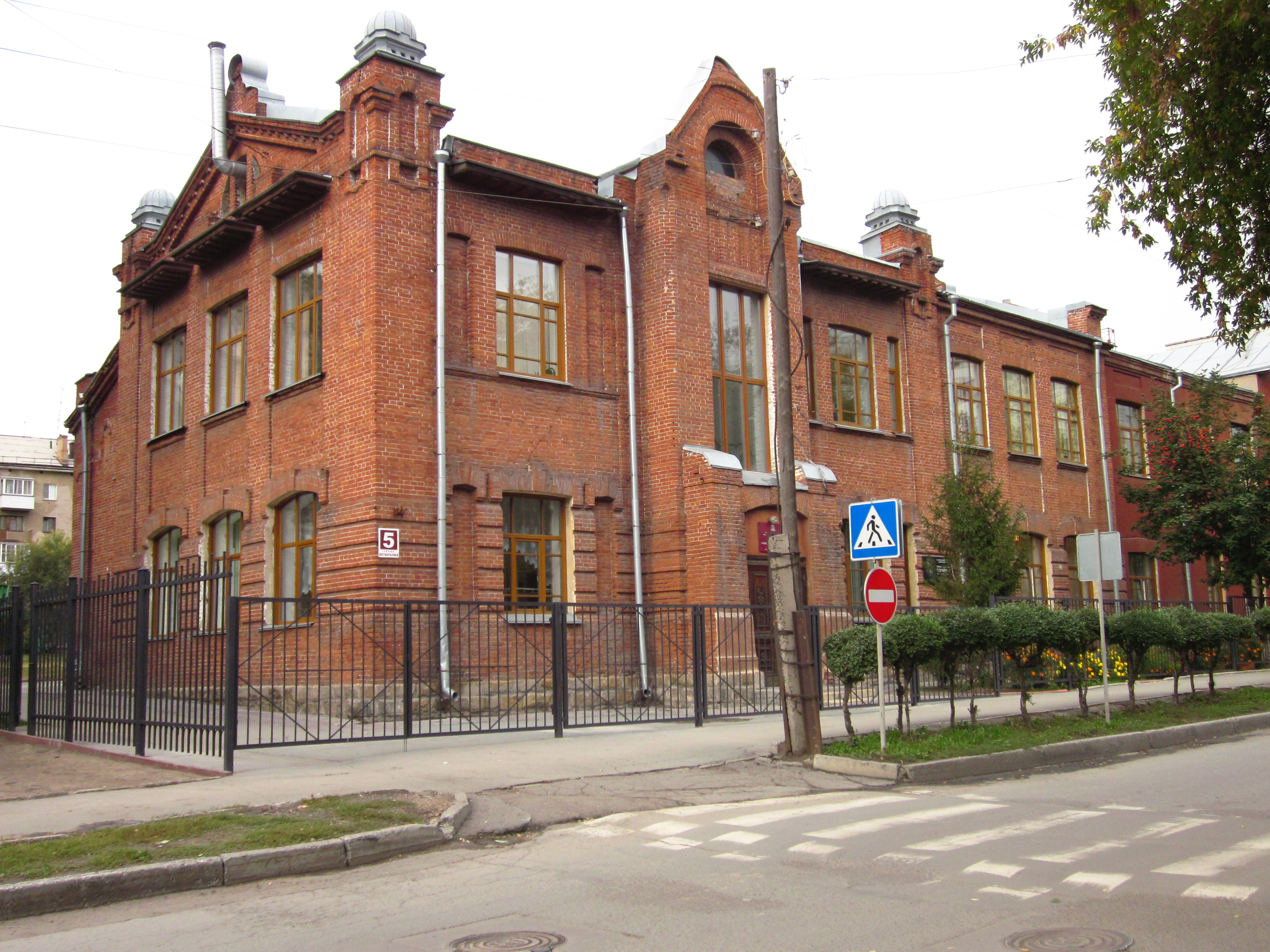
Школа № 3 — старейшая действующая школа Новосибирска.

Первая школа в Вокзальной части была открыта ещё в 1896 году. Она предназначалась для обучения детей железнодорожников.
В 1909—1912 годах по проекту архитектора Крячкова в Новониколаевске строятся 12 школ, четыре из них появились на территории современного района. Расположенная на Октябрьской улице школа № 3 — старейшая действующая школа города, в 1910 году в ней уже велось обучение. В другом здании крячковской школы на Сибирской улице также в настоящее время находится учебное заведение — 
Региональный центр спортивной подготовки сборных команд и спортивного резерва.

### Высшие учебные заведения

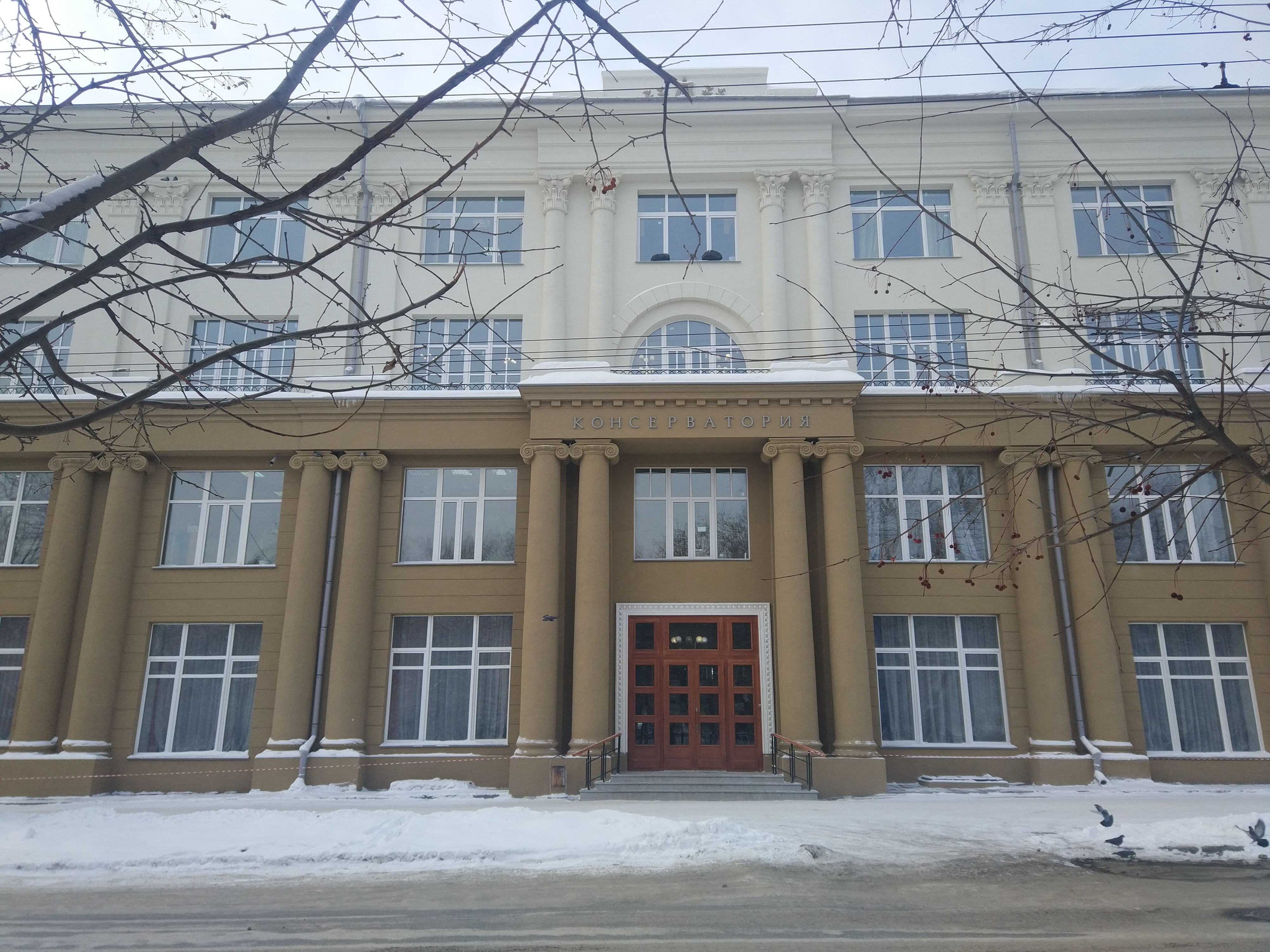
Новосибирская государственная консерватория

В районе находится немало высших учебных заведений: Консерватория им. М. И. Глинки, Академия водного транспорта и институт искусств, Юридический институт (филиал) Томского государственного университета, театральный институт, Новосибирский гуманитарный институт.

### Средние учебные заведения

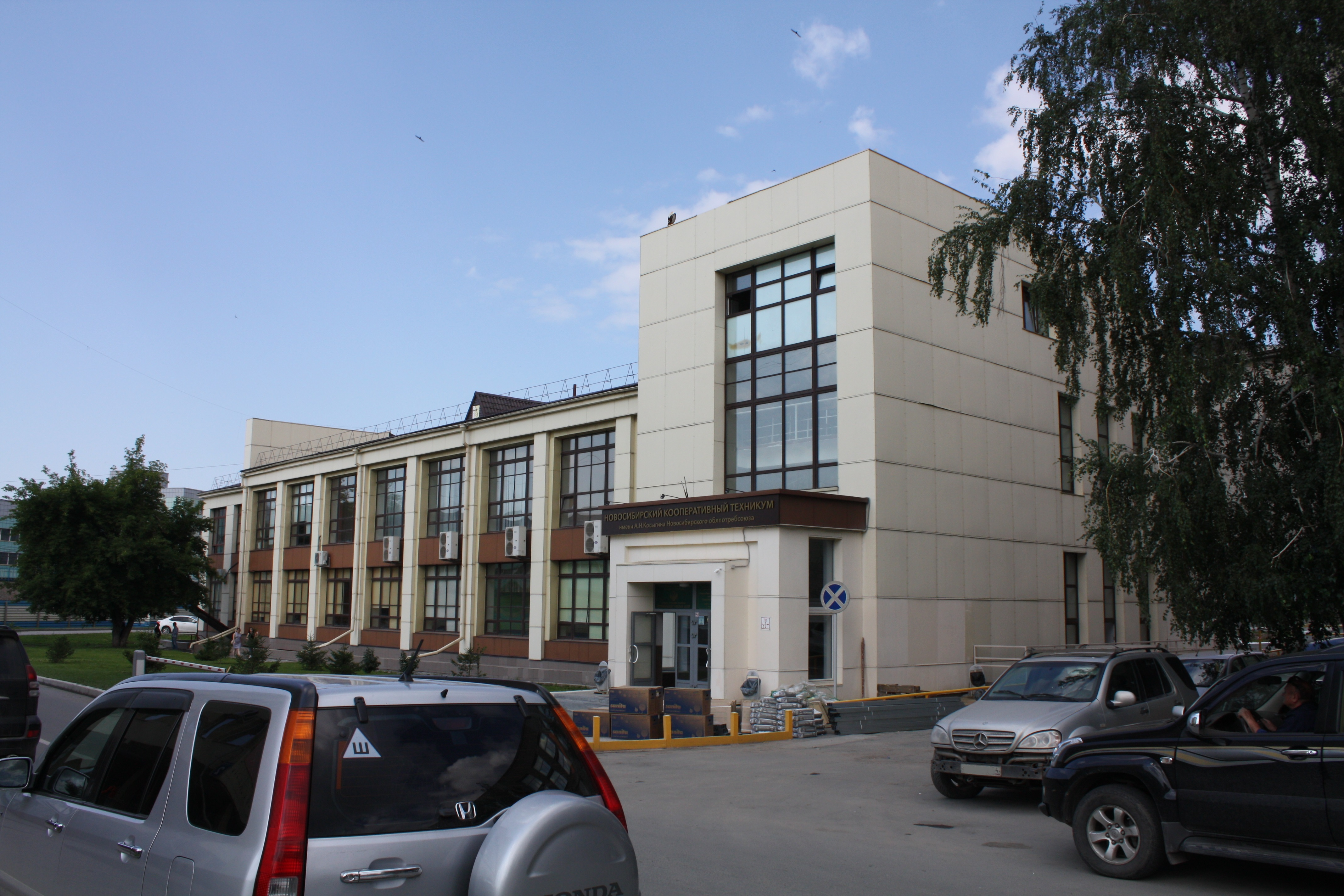
Новосибирский кооперативный техникум

Средние специальные учебные заведения: кооперативный техникум, финансово-банковский колледж, медицинское училище и единственная за Уралом средняя специальная музыкальная школа-колледж.
Система дошкольного и среднего образования включает в себя 12 муниципальных средних школ (в том числе вспомогательную школу, школу-интернат для глухих), школу Западно-Сибирской железной дороги, 9 муниципальных подростковых клубов, образующих 2 центра, 16 детских дошкольных учреждений.

## Культура

### Театры

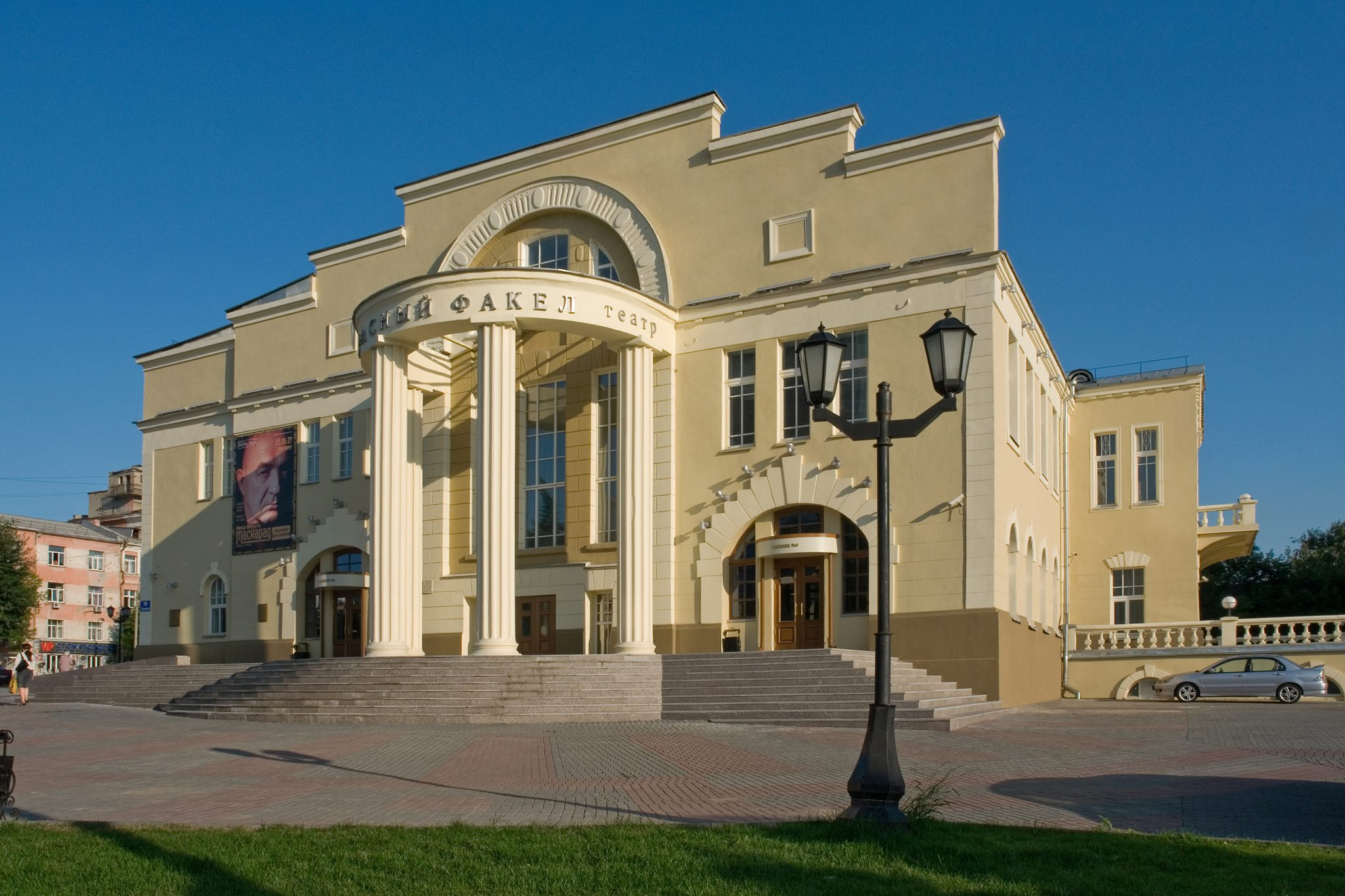
Театр Красный факел

Первый стационарный театр на территории города появился в Вокзальной части. Это был ресторан-театр «Яр», принадлежавший Чиндорину. В мае 1909 года здесь выступала известная актриса Вера Комиссаржевская. Позднее «Яр» сгорел, но три года спустя был вновь отстроен и получил, как и сад, в котором он находился, новое имя — «Альгамбра».
В Железнодорожном районе действует театр Красный факел, созданный ещё в 1920 году в Одессе под руководством Владимира Константиновича Татищева. Первоначально он был передвежным, но в 1932 году переехал в Новосибирск, разместившись в здании Коммерческого собрания, и стал стационарным. Среди известных театральных деятелей «Красного факела» народная артистка России Вера Редлих, народный артист СССР Евгений Матвеев, народный артист России Владлен Бирюков, народная артистка СССР Анны Покидченко, заслуженные артисты России Анатолий Солоницын, Андрей Болтнев и Анатолий Лосев. Главный режиссёр театра — Тимофей Кулябин, получивший известность благодаря постановкам «Тангейзер», «Дон Паскуале», «Иванов» и т. д.
Здесь находится Новосибирский областной театр кукол, который был создан ещё в 1933 году, однако на территорию Железнодорожного района учреждение переехало значительно позже.

### Дворцы и дома культуры

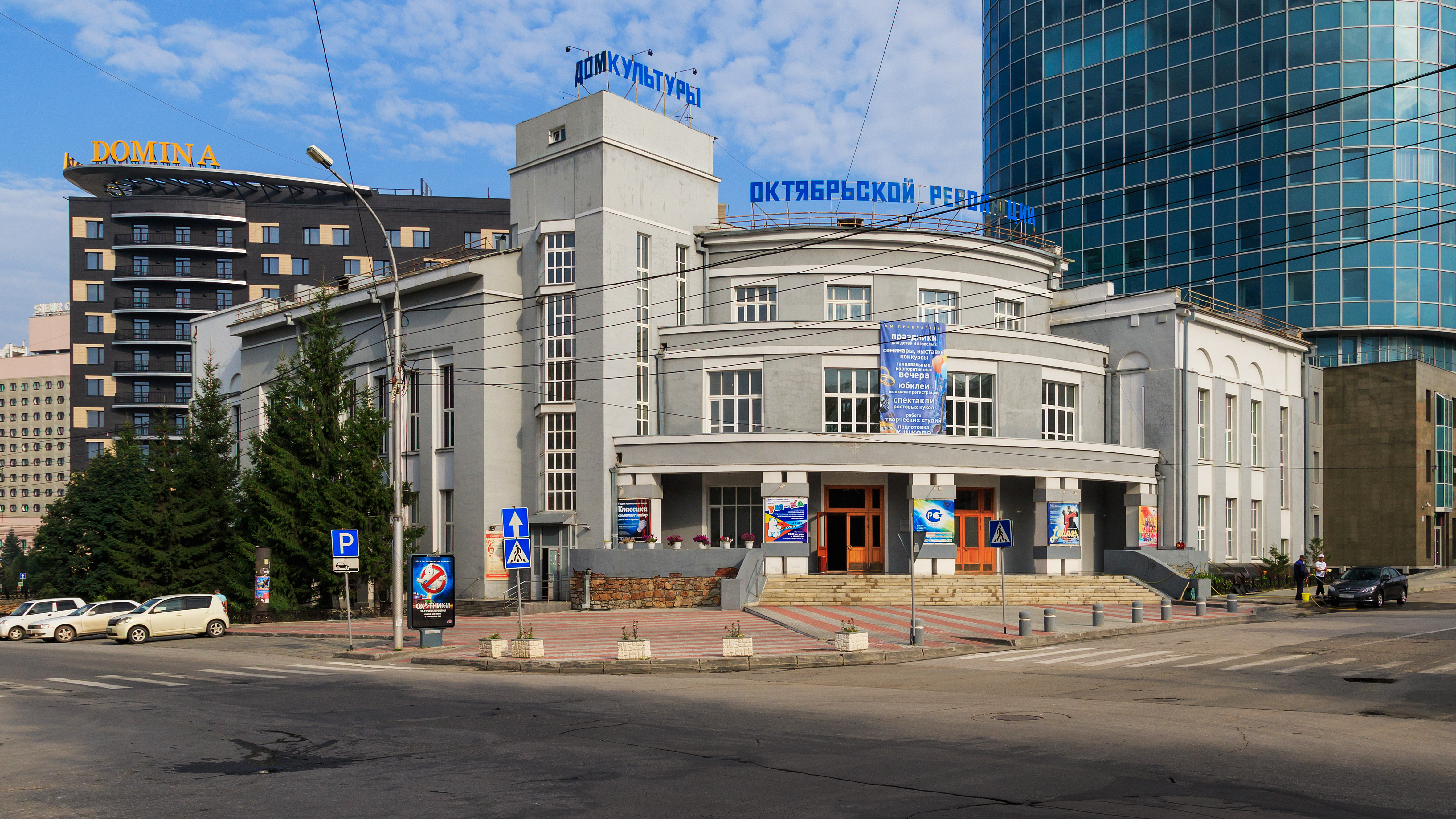
Дом культуры имени Октябрьской революции

Дом культуры имени Октябрьской революции (прежние названия: Клуб совторгслужащих, «Кобра») находится на пересечении улиц Ленина и Революции. Построен в 1928 году по проекту инженера И. А. Бурлакова в стиле конструктивизма. В 1941—1944 годах в нём располагался эвакуированный в Новосибирск Ленинградский симфонический оркестр. В 1942 году в клубе впервые за Уралом была представлена Седьмая симфония Дмитрия Шостаковича, который присутствовавал здесь же во время её исполнения. В доме культуры проводил лекции известный искусствовед И. И. Соллертинский.
Дворец культуры железнодорожников был открыт в 1977 году на улице Челюскинцев.

### Музеи
филиал краеведческого музея — дом-музей Сибирского подполья, музей истории Железнодорожного района, музей «Сибирская берёста», музей железнодорожного транспорта.

### Кинотеатры
На территории района кинотеатры появились ещё в дореволюционный период («Одеон», «Диана» и «Лучший»). Они располагались в доме купца Крюкова.
В 1925 году в составе архитектурного комплекса «Дворец Труда» был открыт кинотеатр «Пролеткино», позднее получивший название «Победа». Здесь устраиваются фестивали зарубежного кино и кинофильмов для детей, проводятся творческие мероприятия с российскими режиссёрами, организуются фото-выставки.

### Цирк
11 февраля 1971 года в новом здании цирка на улице Челюскинцев было организовано первое представление

## Достопримечательности
Жилой дом А. А. Матвеева — памятник архитектуры регионального значения.

## Религия

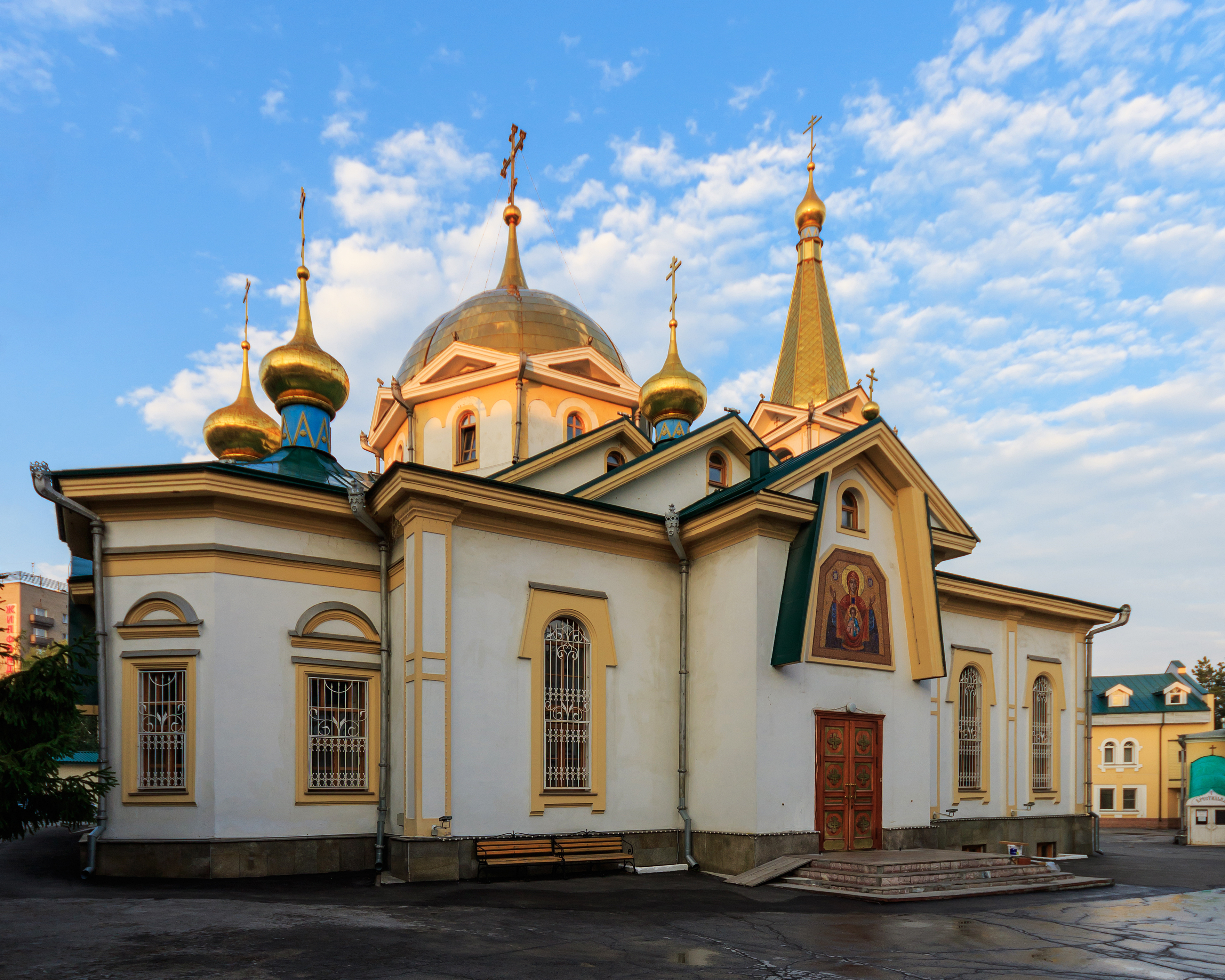
Вознесенский собор — главный храм Новосибирской епархии.

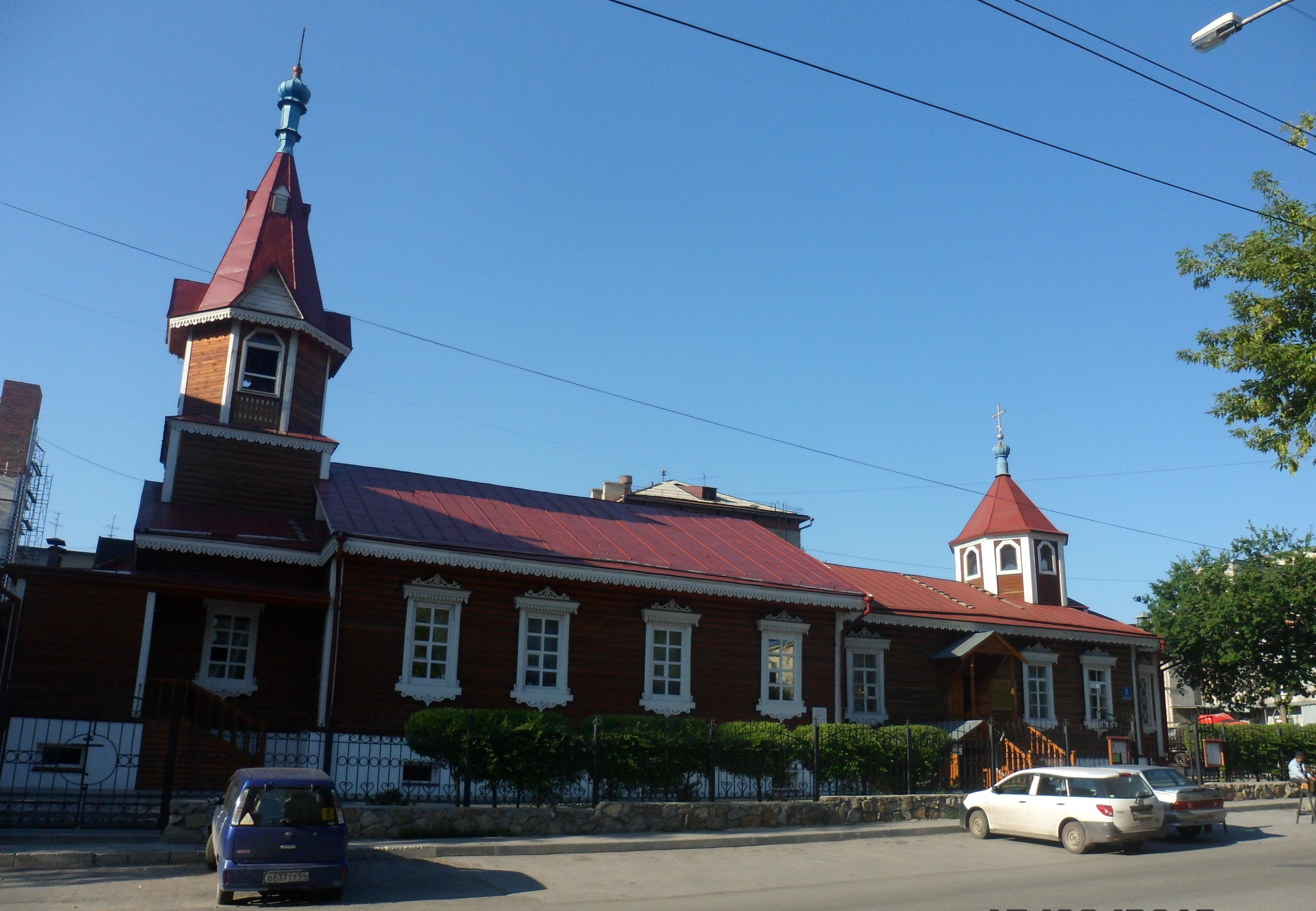
Церковь Покрова Пресвятой Богородицы

На территории Вокзальной части появился первый в городе православный храм — церковь пророка Даниила. Она была построена возле станции Обь и освящена в 1898 году. Около 1931 года храм был разрушен.
В 1909 году был освящён католический храм в честь Святого Казимира. В 1930-х годах он был закрыт, в 1960-х — разрушен. Сейчас на его месте находится магазин ЦУМ.
На границе Железнодорожного и Центрального районов расположен Собор Александра Невского, первый каменный храм Новосибирска, освящённый в 1899 году.
В Железнодорожном районе находится Вознесенский собор, построенный в 1913 году. Главный храм Новосибирской епархии.
На Октябрьской улице расположена Церковь Покрова Пресвятой Богородицы, деревянный рубленный «в лапу» храм, который был освящён в 1901 году, став третьим в городе православным храмом.

## Здравоохранение

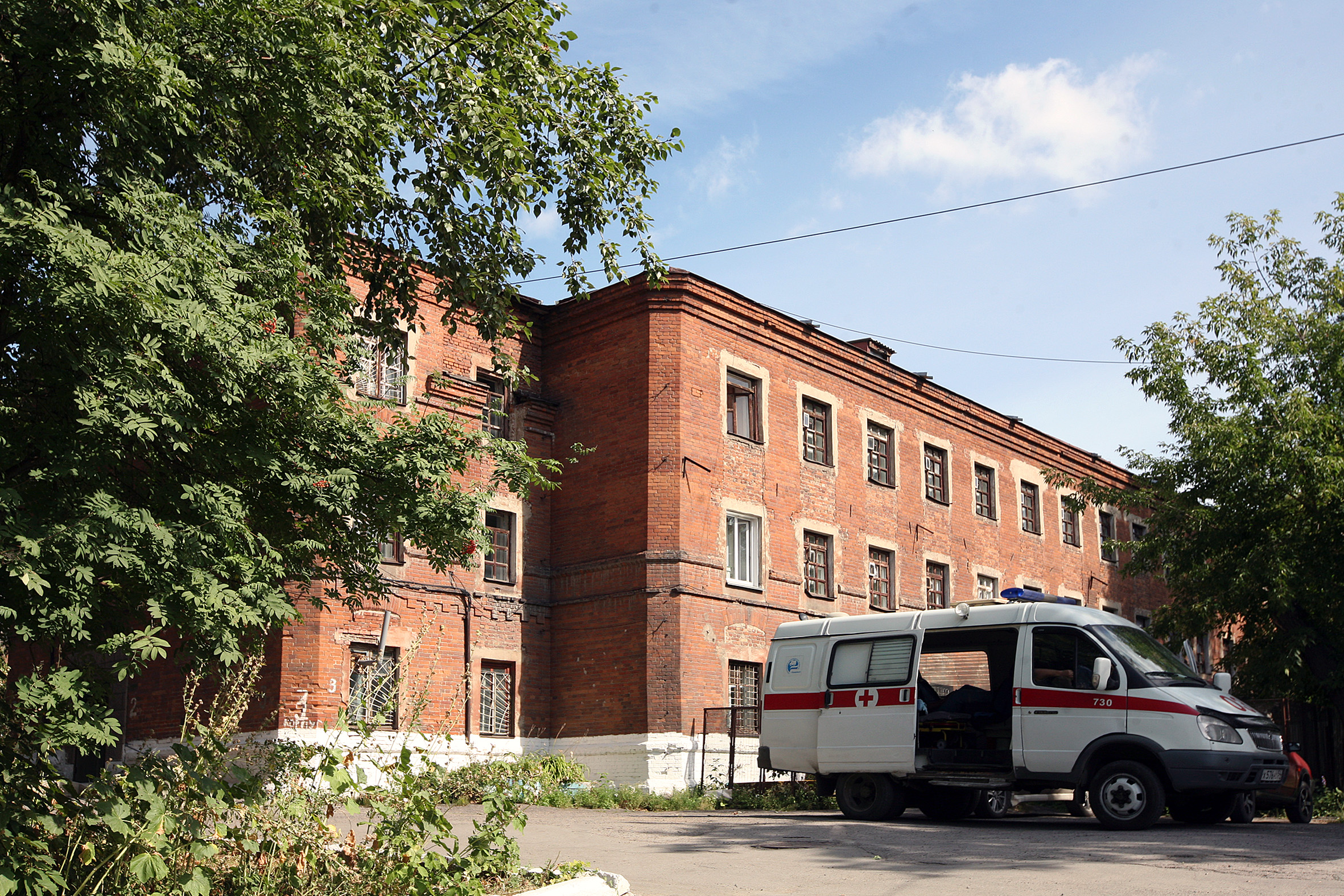
Психиатрическая больница № 3

В районе действует Дорожная клиническая больница, ведущая свою историю с 1893 года.
С 1957 года в комплексе зданий Красных казарм находится  Новосибирская психиатрическая больница № 3.
Работают консультативно-диагностический центр «Ювентус», клинико-диагностический центр им. А. П. Гумилевского и женская консультация, центр реабилитации детей-инвалидов, областной сурдологический центр, городская лаборатория иммунологии и СПИДа. На базе Дорожной клинической больницы действует нейрохирургический центр.

## Парки

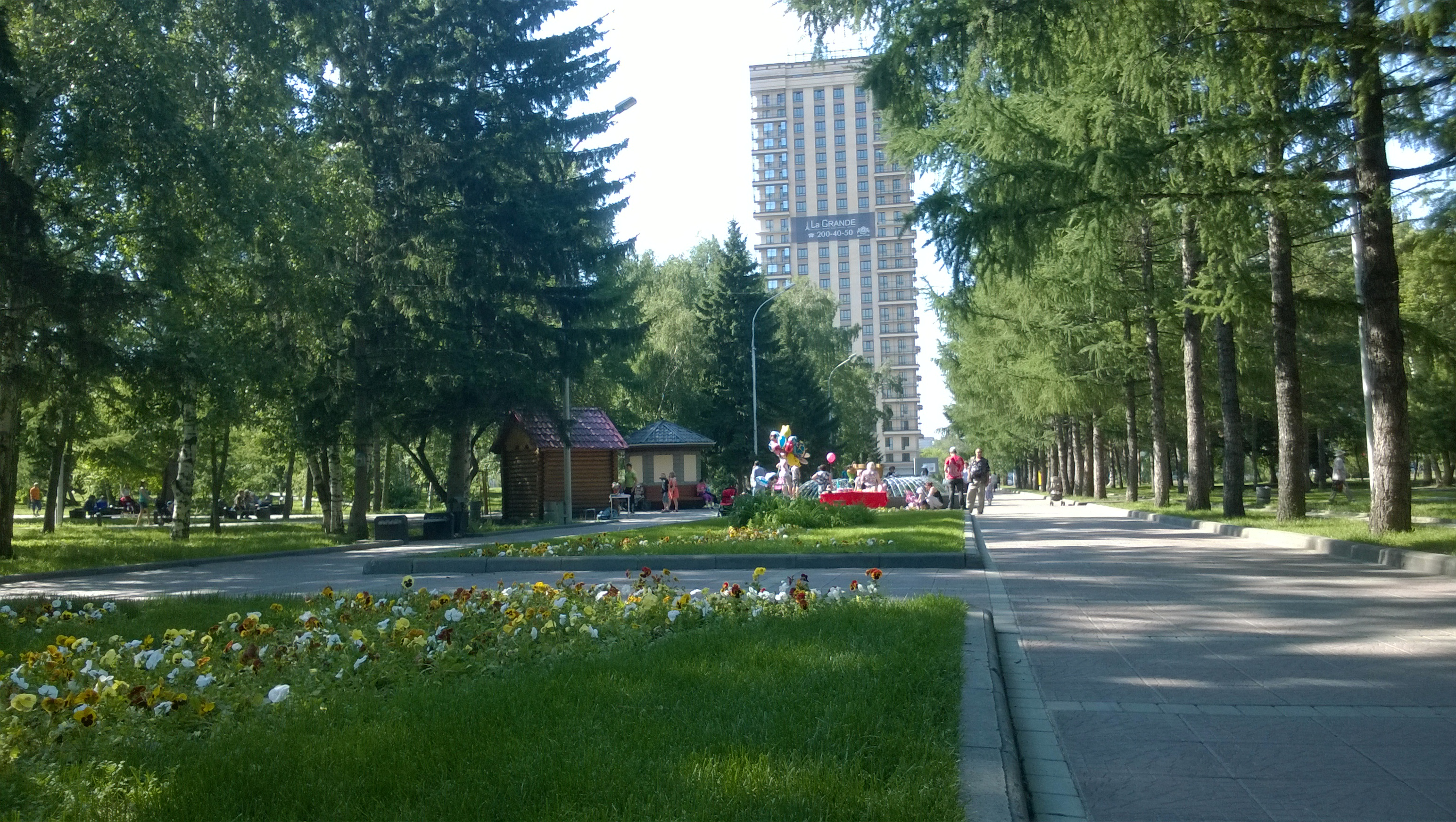
Нарымский сквер

Первые парки района возникли ещё в начале XX века. В 1906 году в границах Обского проспекта и Сибирской улицы появился сад Альгамбра, в 1912 году в северной части Фабричной улицы был заложен Александровский сад. Оба парка были утрачены.
В настоящее время на территории Железнодорожного района располагаются несколько зелёных зон: сквер при академии водного транспорта по улице Щетинкина, Нарымский сквер с посадками декоративных деревьев и кустарников, обновлённый к 70-летию района. В 2003 году в Нарымском сквере был установлен Памятник жертвам политических репрессий.

## Гостиницы

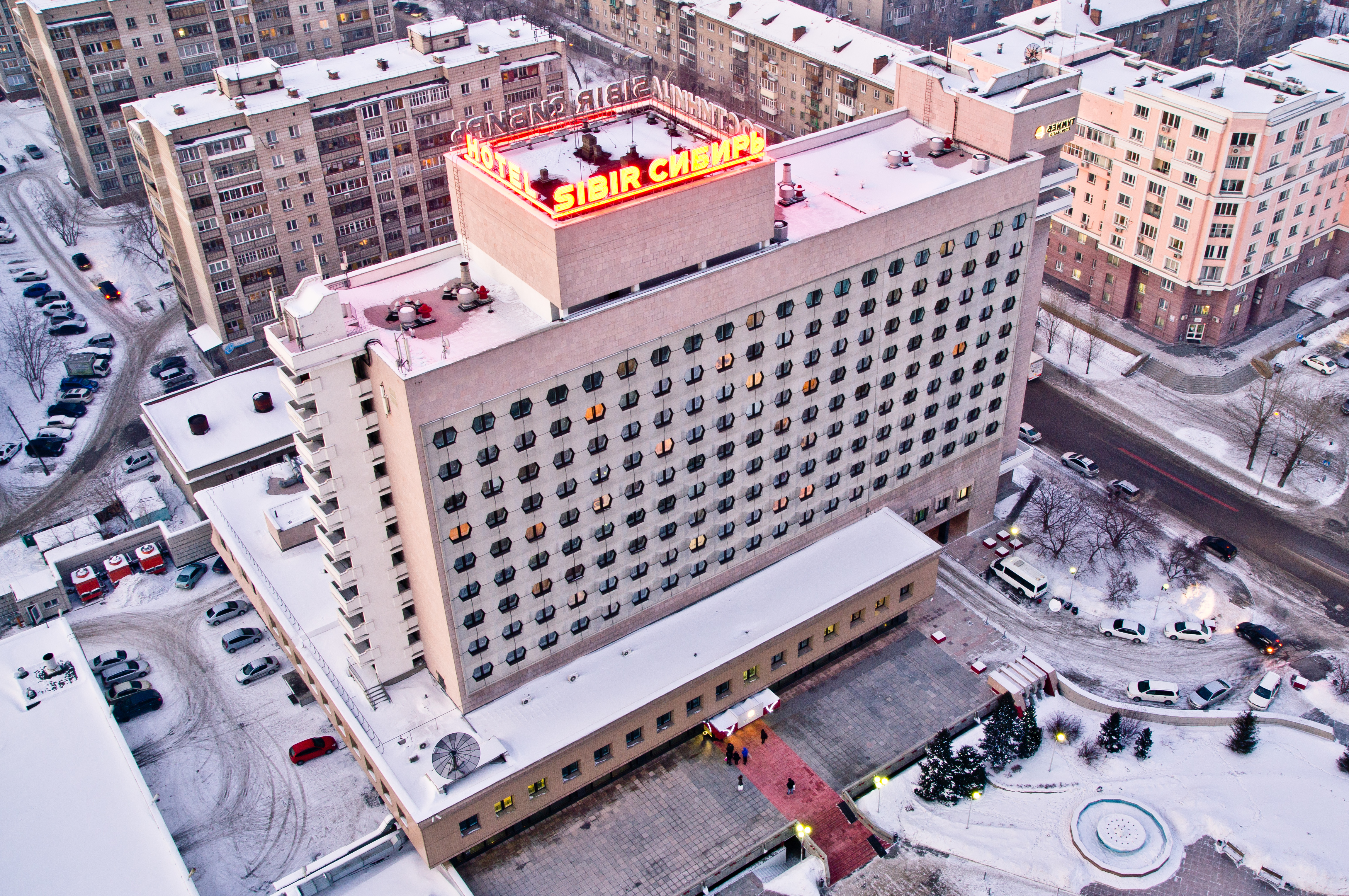
Azimut Hotel Siberia

29 декабря 1985 года напротив вокзала Новосибирск-Главный была открыта 24-этажная гостиница «Новосибирск», крупнейшая в городе — она  рассчитана на 1000 мест и включает двухэтажный ресторан. А 8 февраля 1991 года на улице Ленина открывается гостиничный комплекс Интуриста «Сибирь», включающий рестораны, кафе, залы для торжеств и другие помещения для обслуживания гостей города. Здание «Сибири» было возведено польской фирмой «Будимекс». С 2010 года — Azimut Отель Сибирь.

## Предприятия
На территории района зарегистрировано более 13 тысяч предприятий и организаций различных форм собственности и более 1300 индивидуальных предпринимателей. Основным объектом, определяющим профиль района, является транспортный комплекс «Западно-Сибирская железная дорога», сложный комплекс с многочисленными структурами — ремонтными службами, вагонным и локомотивным депо, пассажирской и сортировочной станциями, Товарной станцией, Прижелезнодорожным почтамтом.
В районе также расположены такие крупнейшие предприятия, как ОАО «Новосибирскэнерго», ОАО «Сибирьтелеком», ОАО «Сибмост», МУП «Горводоканал».
Через весь район проходит Западно-Сибирская железная дорога с её многочисленными структурами. Кроме этого, здесь расположен ряд хорошо известных не только в Сибири, но и во всей России проектных и проектно-изыскательских институтов: «Новосибгражданпроект», «Сибгипротранс», «Гипротранспуть», Сибирский научно-исследовательский институт метрологии, «Инженерная геодезия», «Сибжелдорпроект» и ряд других.
Железнодорожный район — «торговый центр» Новосибирска, здесь расположено около 300 магазинов, в том числе 240 промышленных, из них такие крупнейшие, как «ЦУМ-Новосибирск», супермаркеты «Монро», «Россита», «Галерея Максима», имеется около 150 предприятий общественного питания, наиболее известные из них — «Скоморохи», «Агат», «Империя».

## Транспорт
Площадь Гарина-Михайловского — «ворота города». Её достопримечательностью является здание вокзала Новосибирск-Главный, построенное в 1939 году. В 2006 году был сдан в эксплуатацию новый пригородный вокзал. Также на площади расположена станция метро «Площадь Гарина-Михайловского».